# Chłopiec i dziewczynka (film 1978)
Chłopiec i dziewczynka (ros. Мальчик и девочка) – radziecki krótkometrażowy film rysunkowy z 1978 roku w reżyserii Rozalii Zielmy. Scenariusz napisał Grigorij Oster. Poetycka etiuda o relacjach chłopca i dziewczynki.

## Fabuła
Opowieść o dziewczynce i chłopcu na plaży. Dziewczynka wymyśla sobie jakąś zabawę, a chłopiec ją psuje. I tak przez lata, za każdym razem, gdy się spotkają na plaży.